# Bryan (Ohio)
Bryan és una població dels Estats Units a l'estat d'Ohio. Segons el cens del 2000 tenia 8.333 habitants.

## Demografia
Segons el cens del 2000, Bryan tenia 8.333 habitants, 3.528 habitatges, i 2.155 famílies. La densitat de població era de 704 habitants per km².
Dels 3.528 habitatges en un 29,7% hi vivien nens de menys de 18 anys, en un 45,7% hi vivien parelles casades, en un 11,4% dones solteres, i en un 38,9% no eren unitats familiars. En el 32,9% dels habitatges hi vivien persones soles el 13,7% de les quals corresponia a persones de 65 anys o més que vivien soles. El nombre mitjà de persones vivint en cada habitatge era de 2,31 i el nombre mitjà de persones que vivien en cada família era de 2,94.
Per edats la població es repartia de la següent manera: un 24,8% tenia menys de 18 anys, un 8,4% entre 18 i 24, un 28,7% entre 25 i 44, un 22% de 45 a 60 i un 16,1% 65 anys o més.
L'edat mediana era de 37 anys. Per cada 100 dones de 18 o més anys hi havia 84,2 homes.
La renda mediana per habitatge era de 36.978 $ i la renda mediana per família de 45.965 $. Els homes tenien una renda mediana de 34.641 $ mentre que les dones 22.434 $. La renda per capita de la població era de 20.069 $. Aproximadament el 3,9% de les famílies i el 6% de la població estaven per davall del llindar de pobresa.

## Poblacions més properes
El següent diagrama mostra les poblacions més properes.